# Крисе Вилаж
Крисе Вилаж (фр. Crucey-Villages) насеље је и општина у централној Француској у региону Центар (регион), у департману Ер и Лоар која припада префектури Дре.
По подацима из 2011. године у општини је живело 468 становника, а густина насељености је износила 10,64 становника/km². Општина се простире на површини од 43,97 km². Налази се на средњој надморској висини од 172 метара (максималној 195 m, а минималној 154 m).

## Демографија
| 1962. | 1968. | 1975. | 1982. | 1990. | 1999. | 2011. |
| ----- | ----- | ----- | ----- | ----- | ----- | ----- |
| 402   | 509   | 410   | 377   | 440   | 460   | 468   |

График промене броја становника у току последњих година